# Hnutí Idealisté
Hnutí Idealisté (zkratka Idealisté) je české proevropské sociálně demokratické politické hnutí založené 9. června 2020.

## O Idealistech
Hnutí Idealisté navazuje na tradici spolku Idealisté.cz a Tomáše Garrigua Masaryka ve snaze o prosazování principů svobody, solidarity a spravedlnosti. Jedním z impulzů pro založení politického hnutí je nespokojenost Idealistů s politikou vlády Andreje Babiše a stavem české politiky vůbec. Z té se dle Idealistů vytratily hodnoty a vize. Hnutí chce bojovat proti korupci, řešit stav životního prostředí, zmodernizovat vzdělávání, zvýšit životní úroveň nižší a střední třídy nebo bránit demokratický charakter a proevropské směřování České republiky.

## Volby

### Krajské a senátní volby 2020
V krajských volbách v roce 2020 se kandidáti Idealistů objevili na kandidátce Spolu pro Moravu (TOP 09, Strana zelených, Liberálně ekologická strana a Moravské zemské hnutí). Mandát se nikomu získat nepodařilo. Po volbách se stal kandidát Idealistů Jan Schneider členem Komise pro cestovní ruch, meziregionální vztahy a marketing Rady Jihomoravského kraje. Předseda Vojtěch Vašák pak byl později zvolen zastupitelstvem Jihomoravského kraje členem Kontrolního výboru. Idealisté kandidovali také v koalici vedené Josefem Bernardem (Starostové a nezávislí, PRO PLZEŇ a Strana Zelených) v Plzeňském kraji. V senátních volbách v roce 2020 kandidovala za Idealisty, Zelené a hnutí Senátor 21 Anna Šabatová v obvodu č. 60 – Brno-město.

### Volby do Poslanecké sněmovny 2021
Ve volbách do Poslanecké sněmovny Parlamentu České republiky v roce 2021 se kandidátka Idealistů objevila na společné kandidátce koalice Pirátů a Starostů v Jihomoravském kraji.

### Komunální volby 2022
V komunálních volbách v roce 2022 kandidovali Idealisté do Zastupitelstva hlavního města Prahy v rámci koalice Solidarita, kterou tvořili ČSSD, Zelení, Budoucnost a Idealisté s výsledkem 2,01 %. Do Zastupitelstva města Brna se Idealisté spojili se Zelenými a Žít Brno, na pátém místě kandidátky za Idealisty kandidoval předseda Vojtěch Vašák, ale mandát se mu získat nepodařilo, protože s výsledkem 5,97 % mandát získali kandidáti před ním.
Jednotliví členové Idealistů dále kandidovali v městských částech Brno-Královo Pole (Vojtěch Vašák na kandidátce „Piráti a Zelení pro Královo Pole“, výsledek celé kandidátky 17,16 %), Brno-Vinohrady (Lukáš Karnet na kandidátce „Jiří Čejka s občany pro Vinohrady“, výsledek celé kandidátky 19,52 %), Brno-Bystrc (Andrea Frajtová na kandidátce „Zelená pro Bystrc, Piráti a Bystrčáci“, výsledek celé kandidátky 16,69 %) a Praha 8 (František Novotný na kandidátce „ČSSD, KDU-ČSL a Zelení s podporou Osmičky sobě“, výsledek celé kandidátky 3,49 %). Mandát získali Lukáš Karnet a Vojtěch Vašák.
Člen Idealistů Jan Schneider kandidoval ve městě Tišnov (na kandidátce „Otevřený Tišnov“, výsledek celé kandidátky 14,47 %). Kandidátce se podařilo získat dva mandáty. Ve městě Tachov byli na kandidátce „Idealisté pro Tachov“ zvoleni bezpartijní Jiří Nenutil a Jan Michalec (výsledek kandidátky 10,18 %). V Blansku byli na kandidátce Hnutí Idealisté s názvem „Fórum Blansko“  zvoleni 3 bezpartijní zastupitelé (výsledek kandidátky 10,37 %). A v Kyjově byli na kandidátce Idealistů nazvané „Pro Kyjov“ zvoleni 4 nestraničtí zastupitelé (výsledek kandidátky 17,52 %).

### Prezidentské volby 2023
V prezidentských volbách v roce 2023 Idealisté ve druhém kole podpořili kandidaturu armádního generála ve výslužbě Petra Pavla.

### Volby do Evropského parlamentu 2024
Ve volbách do Evropského parlamentu v roce 2024 Idealisté nekandidovali.

### Krajské a senátní volby 2024
Ve druhém kole voleb do Senátu PČR v roce 2024 podpořili Idealisté v obvodu č. 59 – Brno-město Břetislava Rychlíka.
V krajských volbách Idealisté kandidovali na kandidátce Hlasu Moravy, která obdržela 1,84 % a do Zastupitelstva Jihomoravského kraje se nikdo z této kandidátky nedostal.